# Angelina Sergejewna Stretschina
Angelina Sergejewna Stretschina (russisch Ангелина Сергеевна Стречина, wiss. Transliteration Angelina Sergeevna Strečina; * 20. Februar 1996 in Streschewoi, Oblast Tomsk) ist eine russische Schauspielerin.

## Leben
Stretschina tanzte während ihrer Schulzeit professionell Ballett und lernte Klavierspielen. Sie besuchte die Mikhail Shchepkin Higher Theatre School, die sie 2017 erfolgreich verließ. Sie debütierte 2016 als Filmschauspielerin im Kurzfilm Mama vsegda ryadom. 2018 hatte sie eine Rolle in der Tanz-Fernsehserie Salsa, wo ihr ihre Tanzkenntnisse zugutekamen. 2019 hatte sie Hauptrollen in den Spielfilmen Guests – Das Tor zur Hölle und Queen of Spades – Through the Looking Glass. Im selben Jahr wirkte sie außerdem in 13 Episoden der Fernsehserie The Rise of Catherine the Great mit.

## Filmografie (Auswahl)
- 2016: Mama vsegda ryadom (Мама всегда рядом) (Kurzfilm)
- 2017: Balerina (Fernsehserie)
- 2018: Salsa (Fernsehserie)
- 2018: On the hood (Na rayone/На районе)
- 2019: Guests – Das Tor zur Hölle (Gosti/Гости)
- 2019: Queen of Spades – Through the Looking Glass (Pikovaya dama. Zazerkale/Пиковая дама: Зазеркалье)
- 2019: Blackout (Avanpost/Аванпост)
- 2019: The Wizard (Volshebnik/Волшебник)
- 2019: Krepkaya bronya (Крепкая броня) (Mini-Serie, 8 Episoden)
- 2019: The Rise of Catherine the Great (Ekaterina/Екатерина) (Fernsehserie, 13 Episoden)
- 2019: Lev Yashin. Vratar' moey mechty (Лев Яшин. Вратарь моей мечты)
- 2019: Two sisters (Fernsehserie)
- 2020: Diversant 3: Krym (Диверсант 3: Крым) (Mini-Serie)
- 2020: Mir! Druzhba! Zhvachka! (Мир! Дружба! Жвачка!) (Fernsehserie, 6 Episoden)
- 2021: Kitchenblock – Tödliches Sommercamp (Пищеблок) (Fernsehserie)